# Paul Bassenge
Paul Bassenge (Prenzlau, 8 aprile 1742 – Parigi, 28 dicembre 1812) è stato un gioielliere tedesco, ricordato per lo scandalo della collana.

## Nella cultura di massa

### Cinema
- L'intrigo della collana (2001), interpretato da Peter Eyre.